# Carlo Lodi
Pour les articles homonymes, voir Lodi (homonymie).
Ne doit pas être confondu avec Carlo Alberto Lodi (en), tireur sportif italien.
Carlo Lodi, né le 11 février 1701 à Bologne et mort dans la même ville le 22 avril 1765, est un peintre de paysages rococo italien du XVIIIe siècle.

## Biographie
Né à Bologne le 11 février 1701, Carlo Lodi apprend les bases de l'art sous Angelo Michele Cavazzoni, qui avait aussi comme élève Bernardo Minozzi. Il est par la suite devenu élève de Nunzio Ferraiuoli pendant quelques mois. Il se marie en 1730, mais n'a pas d'enfants.
En 1735, il travaille à la décoration du palais Malvezzi Campeggi à Bologne avec Antonio, spécialiste des figures dans les peintures de paysages. Les œuvres réalisées à l'intérieur montraient les différents exploits des Malvezzi. Dans les années 1740, il collabore une nouvelle fois avec Rossi, cette fois-ci à la Villa Cicogna de San Lazzaro di Savena. Ils y réalisent des peintures montrant l'histoire de Moïse et de Télémaque, des paysages, ainsi que des événements des invasions espagnoles.
En 1753, il décore le réfectoire du couvent de la basilique San Giacomo Maggiore à Bologne et la Villa Comelli de Granarolo dell'Emilia, près de sa ville natale. Ses collaborations fructueuses avec Antonio Rossi se terminent cette même année, avec la mort de ce dernier. Ses prochaines collaborations sont effectuées avec Nicola Bertucci, comme lors de la décoration de la Villa Ranuzzi Cospi, à Budrio.
Ses paysages trouvent plusieurs preneurs à Rome, comme le cardinal Luigi Valenti Gonzaga. Lodi peignait aussi des fresques, comme à la Casa Magnani, la Casa Lambertini, la Casa Guidalotti, la Casa Scarani, la Casa Bentivogli, la Casa Graffi, la Casa Varnini, la Casa Tondelli, et celle des Boschi. Il devient membre de l'Accademia Clementina en 1747. Il meurt dans sa ville natale le 22 avril 1765. Un de ses élèves a été Vincenzo Martinelli.

## Œuvres
Liste non-exhaustive de ses peintures :
- Coppia di paesaggi, attribué à Carlo Lodi, huile sur toile, 52 × 90 cm, XVIIIe siècle, collection privée[2] ;
- Paesaggi con architetture e figure, tempéra, 170 × 216 cm, XVIIIe siècle, collection privée[3] ;
- Paesaggio fluviale con pastori e pescatori, huile sur toile, 63,5 × 82,5 cm, XVIIIe siècle, collection privée[4] ;
- Paesaggi pastorali, giorno e notte, deux peintures à l'huile sur toile, avec Vincenzo Martinelli, 130 × 108 cm, XVIIIe siècle, collection privée[5] ;
- Capriccio con monaco capucine, huile sur toile, 135 × 155,5 cm, après 1750, collection privée[6]

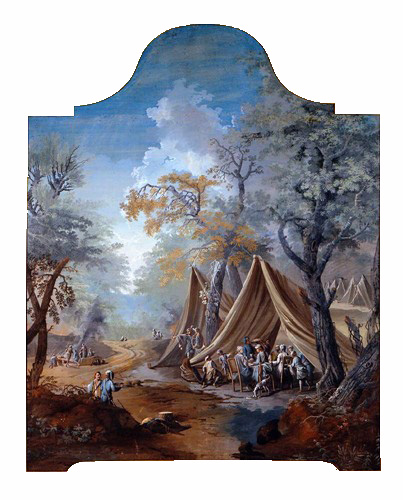
La cena del personale (avec Antonio Rossi) XVIIIe siècle
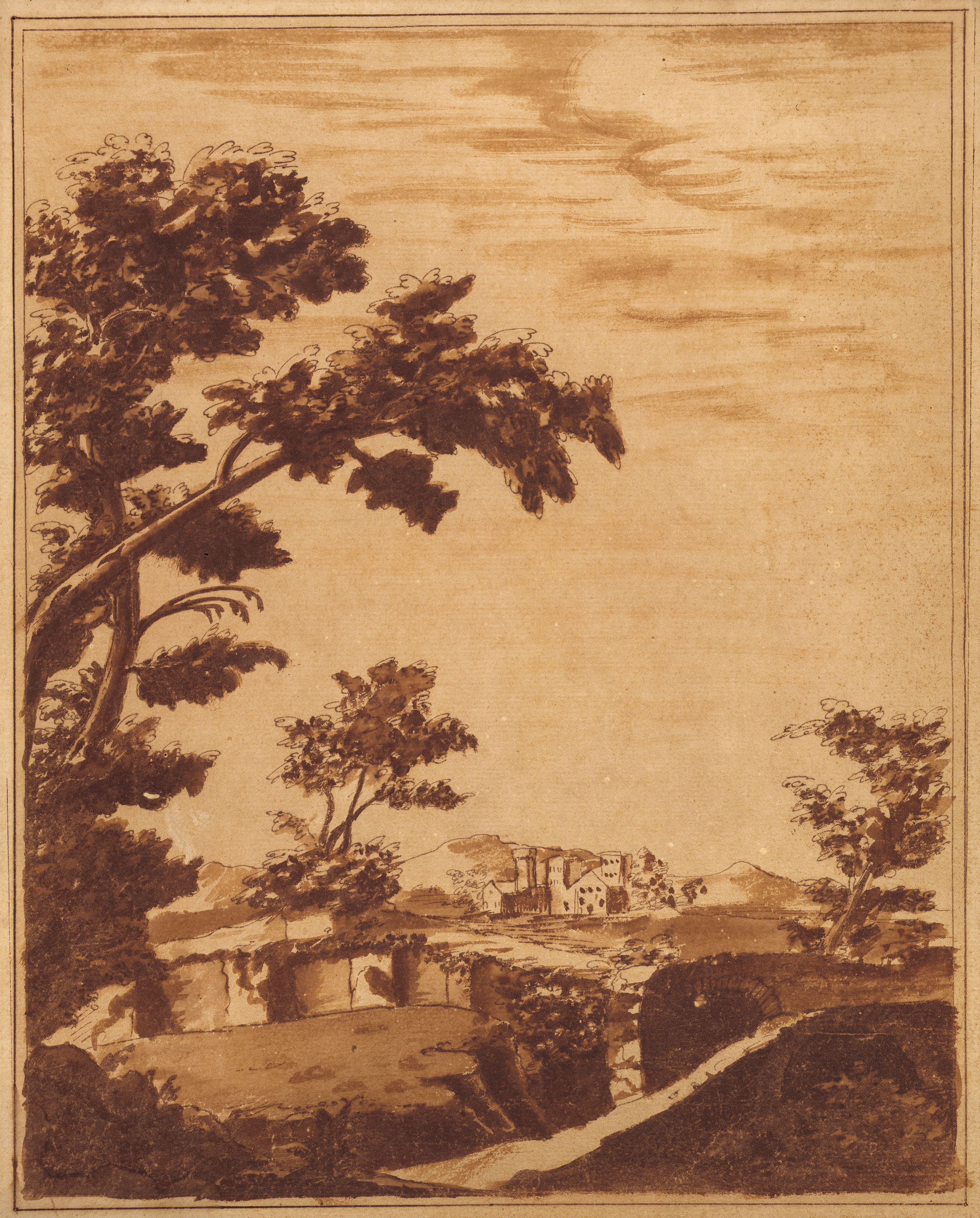
Paesaggio con Castelo XVIIIe siècle
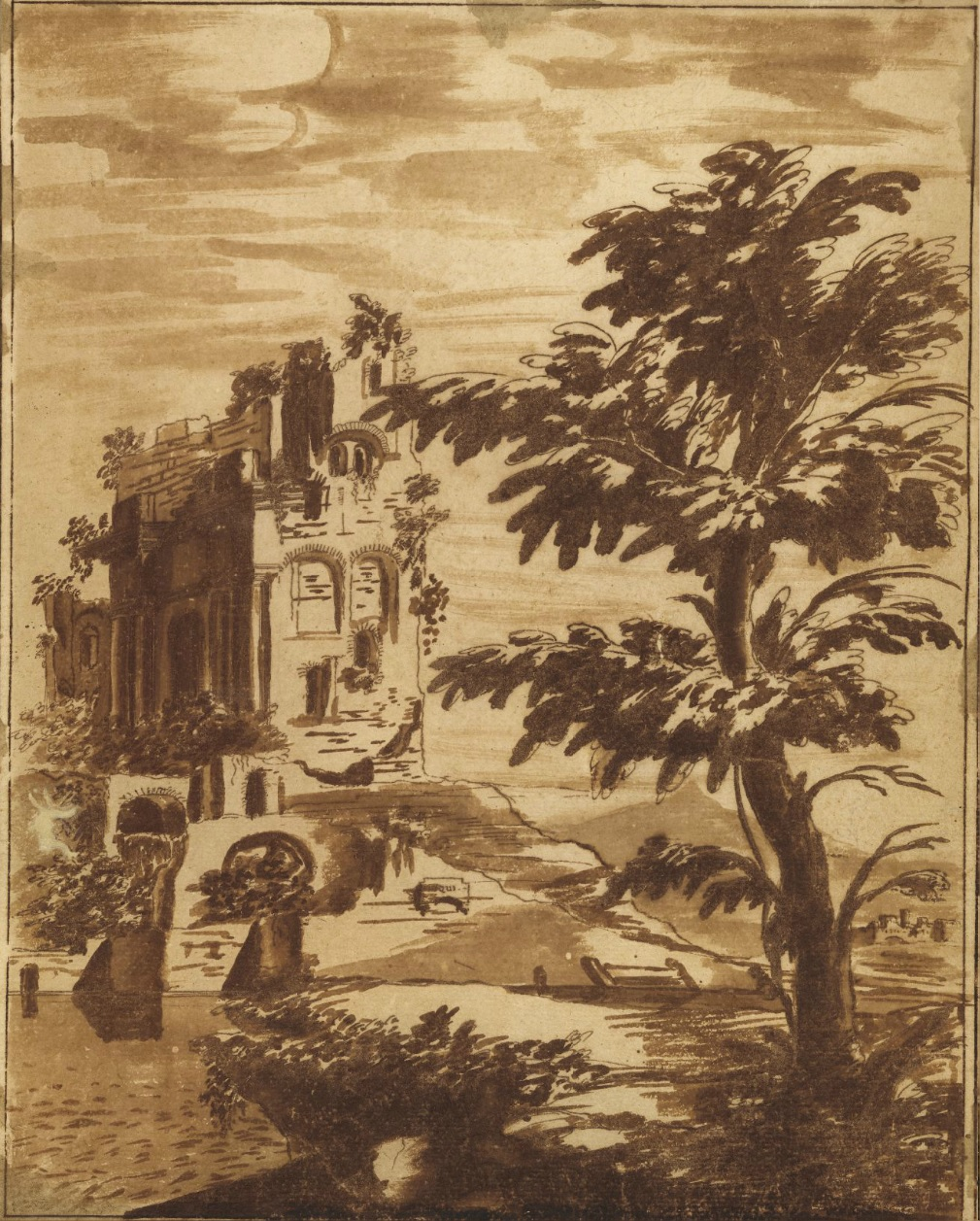
Una casa in rovina XVIIIe siècle